# Volynien
För andra betydelser, se Volynien (olika betydelser).
Volynien (ukrainska: Волинь, Volyn; polska: Wołyń; ryska: Волынь, Volyn; tyska: Wolhynien eller Wolynien) är ett historiskt landområde i det nuvarande västra Ukraina och östra Polen. Under österrikisk kontroll ändrades namnet till Lodomerien och utgjorde tillsammans med Galizien ett kronland. Arealen var 71 853 km2. Området har liksom staden Volodymyr sitt namn av Volodymyr den helige, grundaren av Kyivriket.

## Beskrivning
Den högre liggande, södra delen var fylld av sydryska höjdryggen, även kallad Avratynskplatån, en blott skenbart med Karpaterna sammanhängande, under paleozoisk tid veckad bergssträcka, som emellertid blivit av erosionen så utjämnad, att endast få punkter nådde över 300 m.; största höjden, vid Kremenets, är 405 m.
Norra delen däremot var ett slättland med svag lutning mot Pinskträsken; det bar länge sitt gamla namn Polesien. Volynien tillhör huvudsakligen Dneprs flodområde, genom Pripet, som från höger upptar Turia, Styr och Goryn med Slutj; Teterev går direkt till Dnepr.
Södra gränsen för det område, som under istiden varit täckt av inlandsis, löper tvärs över Volynien. En följd därav var, att en motsats utbildats mellan en skogrik nordlig del och en skogfattigare sydlig med god åkerjord. Huvudnäringar var åkerbruk och ladugårdsskötsel; mest odlades råg och havre, i mindre grad vete, även korn, bovete, sockerbetor och tobak. Biodlingen var ansenlig.
I Polesien idkades skogsavverkning samt tillverkas beck, tjära och pottaska. Ur marken hämtas kol och lignit, kaolin samt något grafit. Industrin var inte obetydlig och omfattar utom brännerier och sockerfabriker tillverkning av glas, porslin, papper, maskiner och yllevaror.

## Befolkning och historia

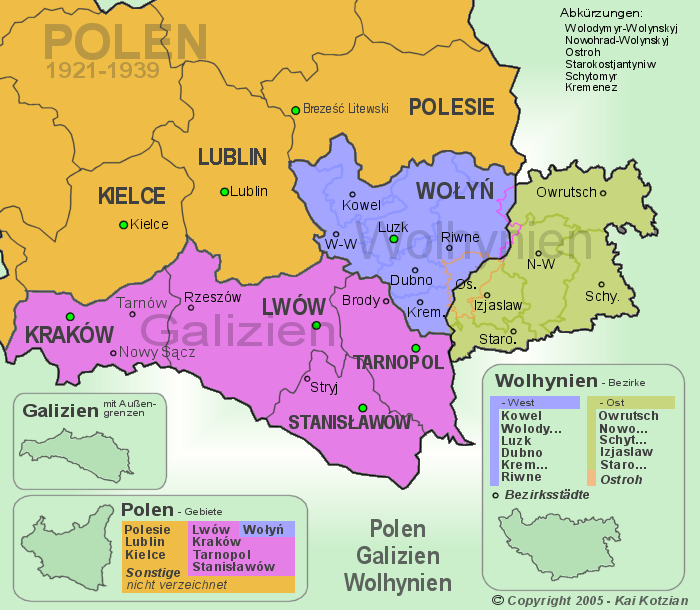
Volynien under mellankrigstiden.

Befolkningen, som 1906 uppgick till 3 547 500 personer, uppskattades 1915 till 4 241 800 personer. Till större delen utgjordes densamma av ukrainare (omkring 3/4 1906), 13,2 procent var judar, 5,7 procent tyskar och 5,2 procent polacker.
Landet, som redan i tidig medeltid var bebott av slaver, var oberoende till 1300-talet, då det anslöts till Litauen, förenades 1569 med Polen och kom genom detta lands andra och tredje delning (1793 och 1795) till Ryssland.
I Volynien, som under mellankrigstiden ingick i Polen, utgjordes befolkningen till största delen av ukrainare. Städerna hade också inslag av judisk och polsk kultur – se Polens historia#Etniska minoriteter efter kriget 1919-1921 och Polens historia#Polens demografi (1931). Den ukrainska befolkningens ställning i Polen var grunden till långvarig oro i regionen.

## Städer
- Volodymyr
- Lutsk
- Rivne
- Kovel
- Berestetjko
- Dubno